# Barrage de Hohenwarte
Le lac de Hohenwarte ou barrage de Hohenwarte est un ouvrage édifié à proximité du village de Hohenwarte en Thuringe pour canaliser la Saale. Ce barrage poids en béton d'une hauteur de 75 m a été construit entre 1936 et 1942. Les travaux ont nécessité l'expropriation de 250 riverains, et la submersion du village de Presswitz.

## Fonction
Ce barrage, avec une retenue de 182 000 000 m3 est le quatrième plus gros d'Allemagne. Le lac de retenue s'étend sur 7,3 km2 (avec de légères fluctuations saisonnières selon les précipitations). Le barrage est essentiellement un ouvrage de protection contre les crues, mais permet également de produire de l'électricité et sert de réservoir tampon à la centrale de pompage-turbinage de Hohenwarte I, exploitée par la Sté Vattenfall Europe AG, et dont les turbines développent une puissance de 63 MW.
L'ancienne centrale de Conrod, non loin de Ziegenrück, a précédé cet ouvrage.
Le barrage de Hohenwarte constitue l'un des cinq ouvrages de la chute aménagée de la Saale, qui se déploie sur quelque 80 km ; les autres ouvrages sont les bassins tampon d’Eichicht et de Burgk, le barrage de Walsburg et le lac artificiel de Bleiloch.
Le barrage est doté à sa partie centrale d'un évacuateur de crues constitué de 7 vannes montées dans le couronnement.

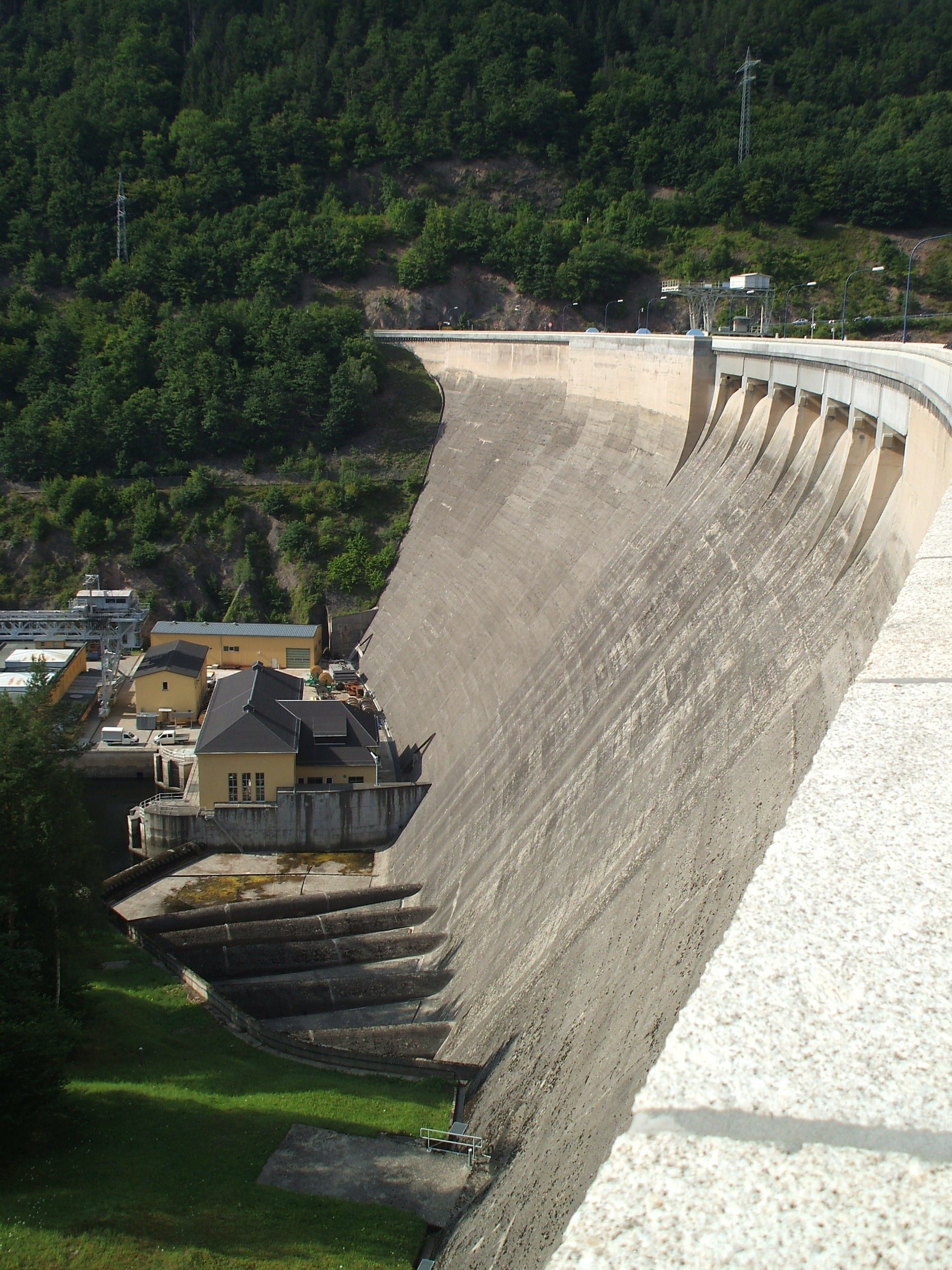
Le parement aval du barrage.
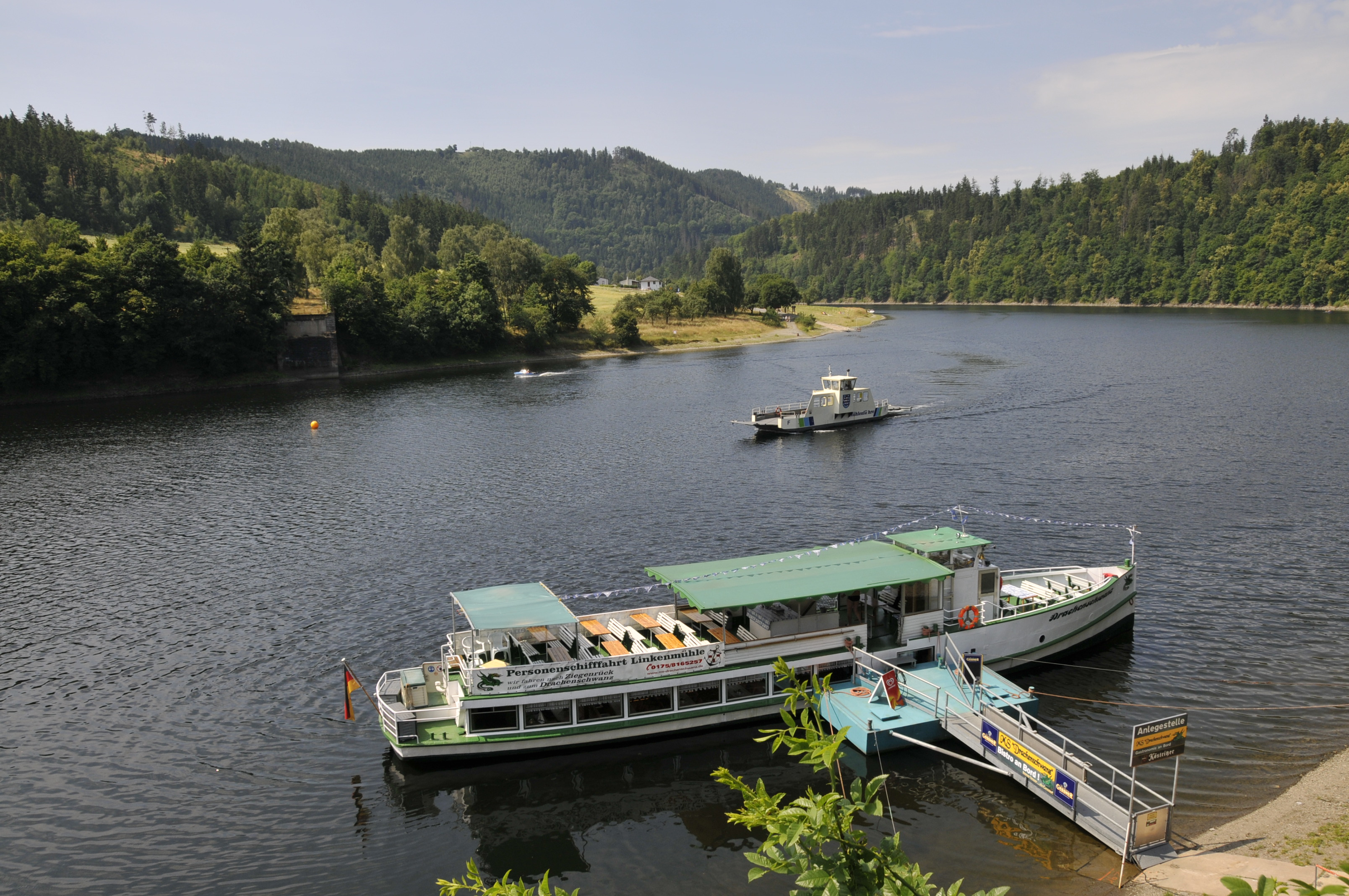
Le lac de retenue de Hohenwarte à Linkenmühle.
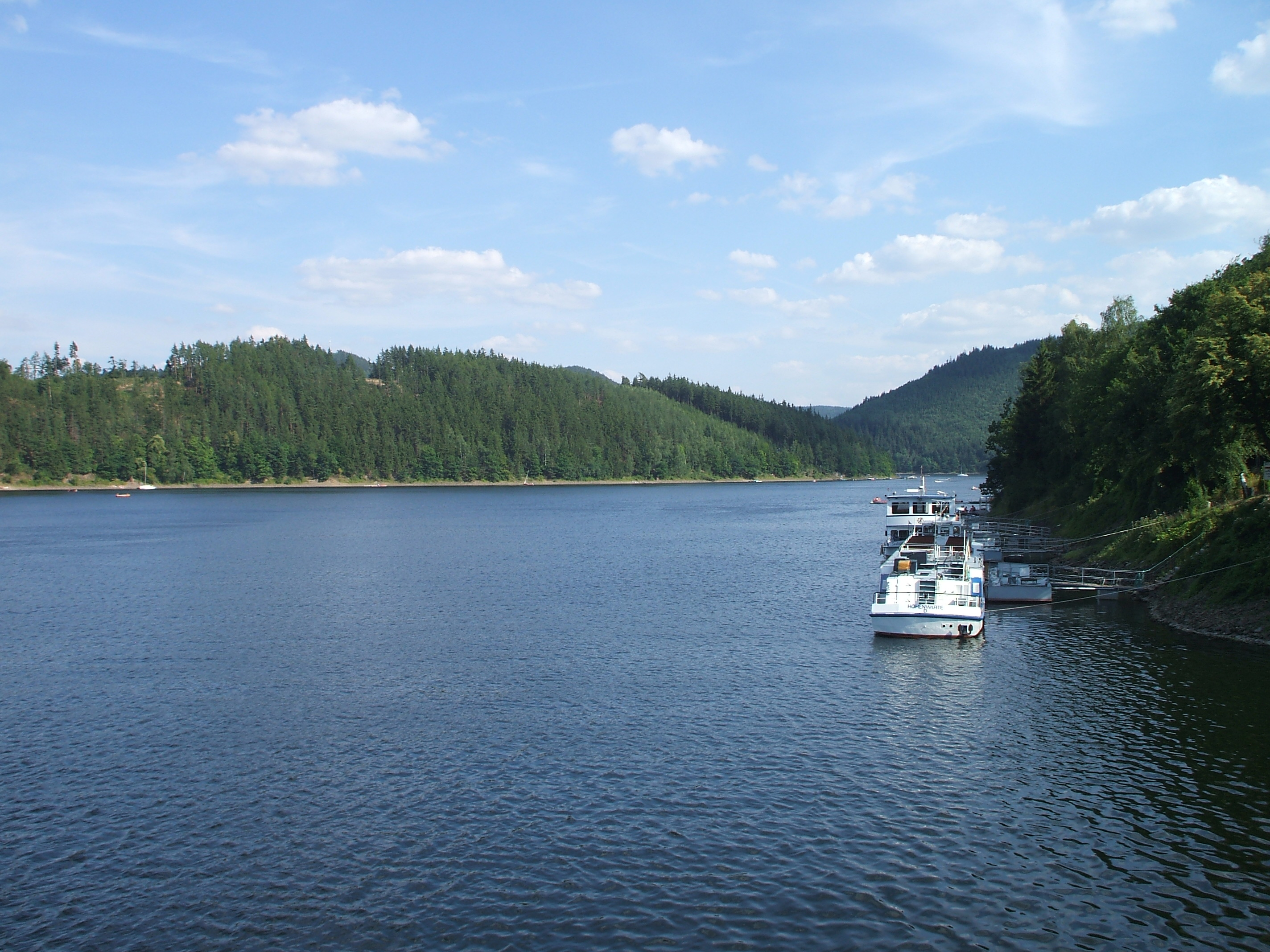
Le lac de retenue.

## Tourisme
Le lac de retenue est accessible aux amateurs de sports nautiques avec et sans moteur, depuis Ziegenrück jusqu'au barrage. C'est aussi un étang de pêche apprécié. Un coche d'eau dessert le lac. Au moulin de Linkenmühle, un pont de 30 m de hauteur franchit le lac ; il remplace un premier pont, construit en 1943 mais détruit le 12 avril 1945 par la Wehrmacht pour ralentir la progression des Alliés : c'est sans doute le plus long pont d’Allemagne en service depuis la capitulation de 1945. Les vestiges de l'ancien pont sont encore visibles à l'étiage et le tablier est une attraction pour les amateurs de plongée. Depuis quelques années, les piétons et les automobilistes peuvent, lorsque le niveau est suffisamment bas, circuler sur une des travées entre le printemps et l'automne. Les plans pour sa reconstruction se heurtent à l'opposition énergique des riverains, qui souhaitent préserver leur vallée du trafic routier. Depuis 1966, une course de nage en eau libre, le Blaue Band est organisée annuellement sur le lac de Hohenwarte. Le club de plongée se trouve à côté du barrage.